# Mercado Dolac

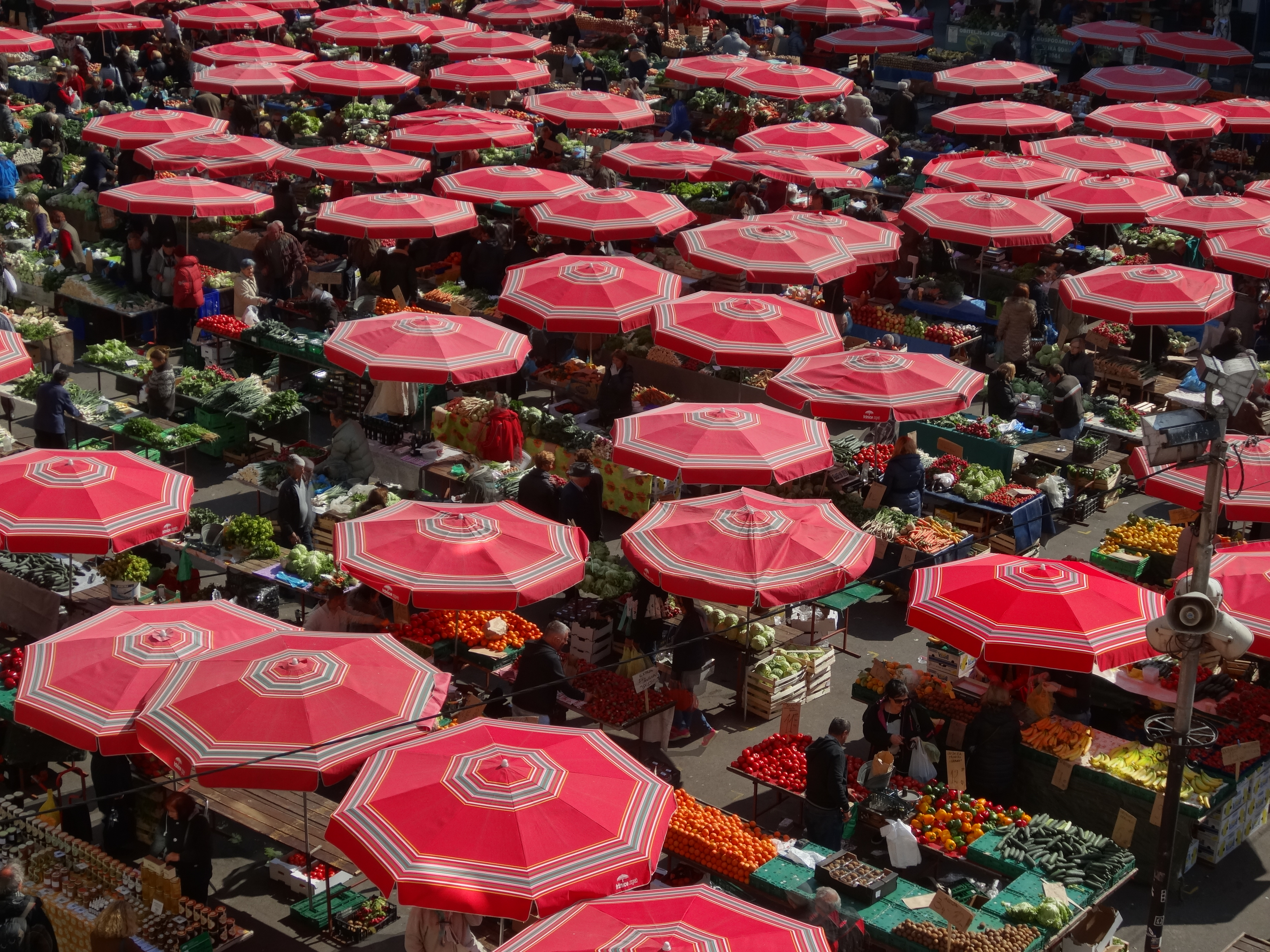
El mercado Dolac.

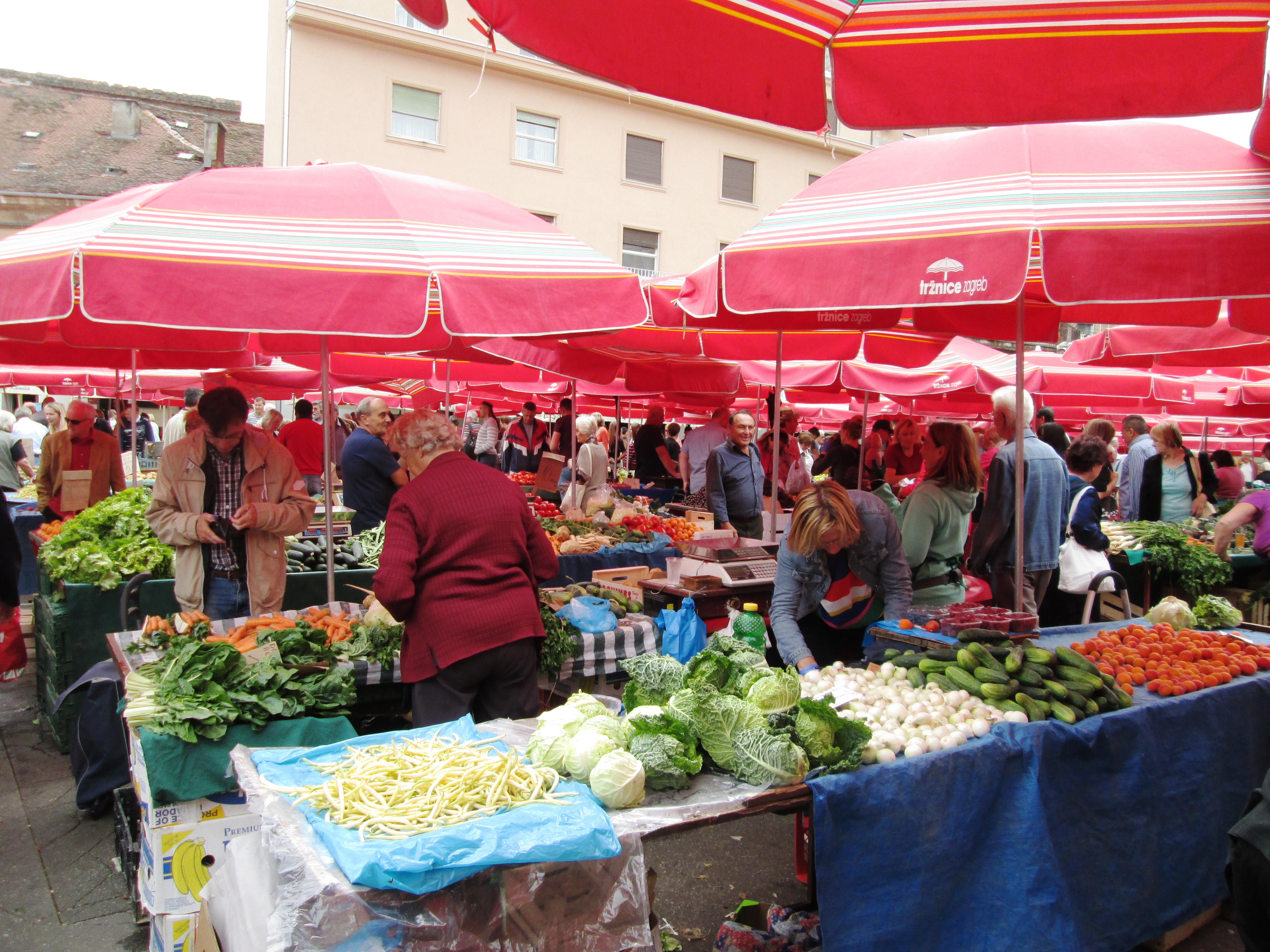
Planta superior del mercado.

El mercado Dolac (en croata: tržnica Dolac o plac Dolac) es un mercado gastronómico y de productos alimenticios ubicado en el centro de Zagreb, Croacia, que sirve tanto como atracción turística como lugar de compra de comida y de productos gastronómicos frescos para los habitantes de la zona. También tiene una sección de mercado de flores.
El mercado se encuentra ubicado en pleno centro de Zagreb, pocos metros al norte de la plaza central de la ciudad, Ban Jelačić, entre los barrios Gradec y Kaptol, en el inicio de la zona de Gornji Grad.
Consta de dos plantas y un entrepiso, y los puestos del nivel superior al aire libre (una plaza seca elevada) se dedican especialmente a la venta de frutas y vegetales ofrecidos principalmente por productores de la zona y también llegados de otras partes de Croacia. En otros sectores del mercado se ofrecen a la venta carnes, quesos, miel, embutidos, panes, pasteles, productos lácteos y comidas preparadas, así como flores, souvenirs, productos textiles y artesanías.
En los alrededores funcionan numerosas cafeterías, bares, restaurantes y locales comerciales, constituyéndose como el polo comercial más popular del centro de Zagreb.

## Historia
La iniciativa de construir un recinto que albergara un mercado se remonta a 1905 pero, tras descartar varias propuestas, recién en 1925 el gobierno de la ciudad elaboró un plan definitivo para instalar el mercado entre Gradec y Kaptol. Se demolieron edificios de la zona y los arquitectos Karlo Vajda y Vjekoslav Bastl lideraron la construcción.
Comenzó a funcionar en 1930 y cinco años después implementaría un sistema de refrigeración para vender pescado fresco. Tras varias remodelaciones a lo largo de los años, en 1997 se construyó el entrepiso sobre la calle Pod zidom para ampliar el mercado.
El mercado funciona todos los días desde las 6.30, hasta las 15 de lunes a sábado y hasta las 13 los domingos. Los locales comerciales abren a las 6 y cierran a las 21 de lunes a sábado y a las 13 los domingos.

## Galería de imágenes

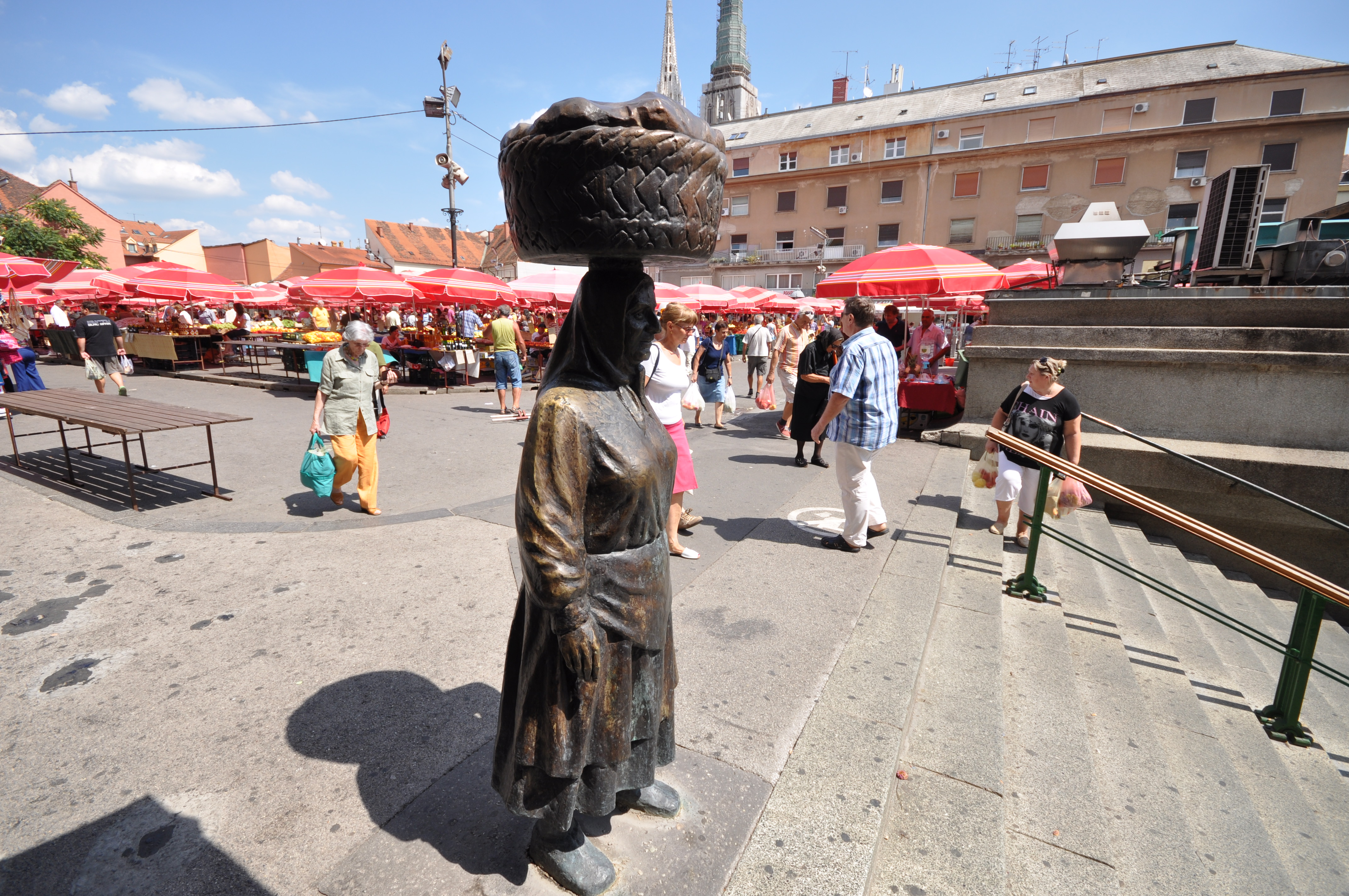
Estatua junto al mercado.
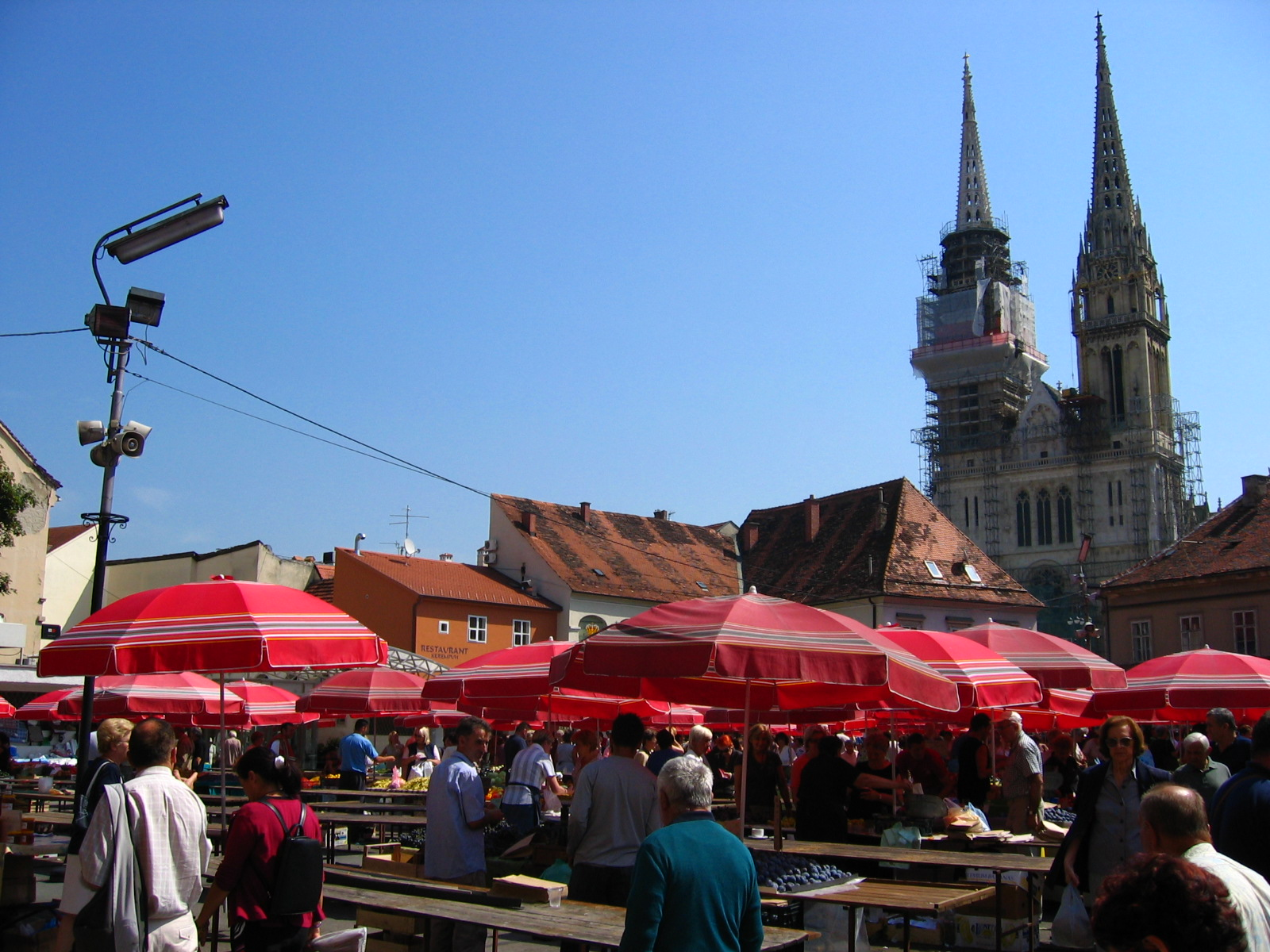
Dolac con la catedral de Zagreb de fondo.
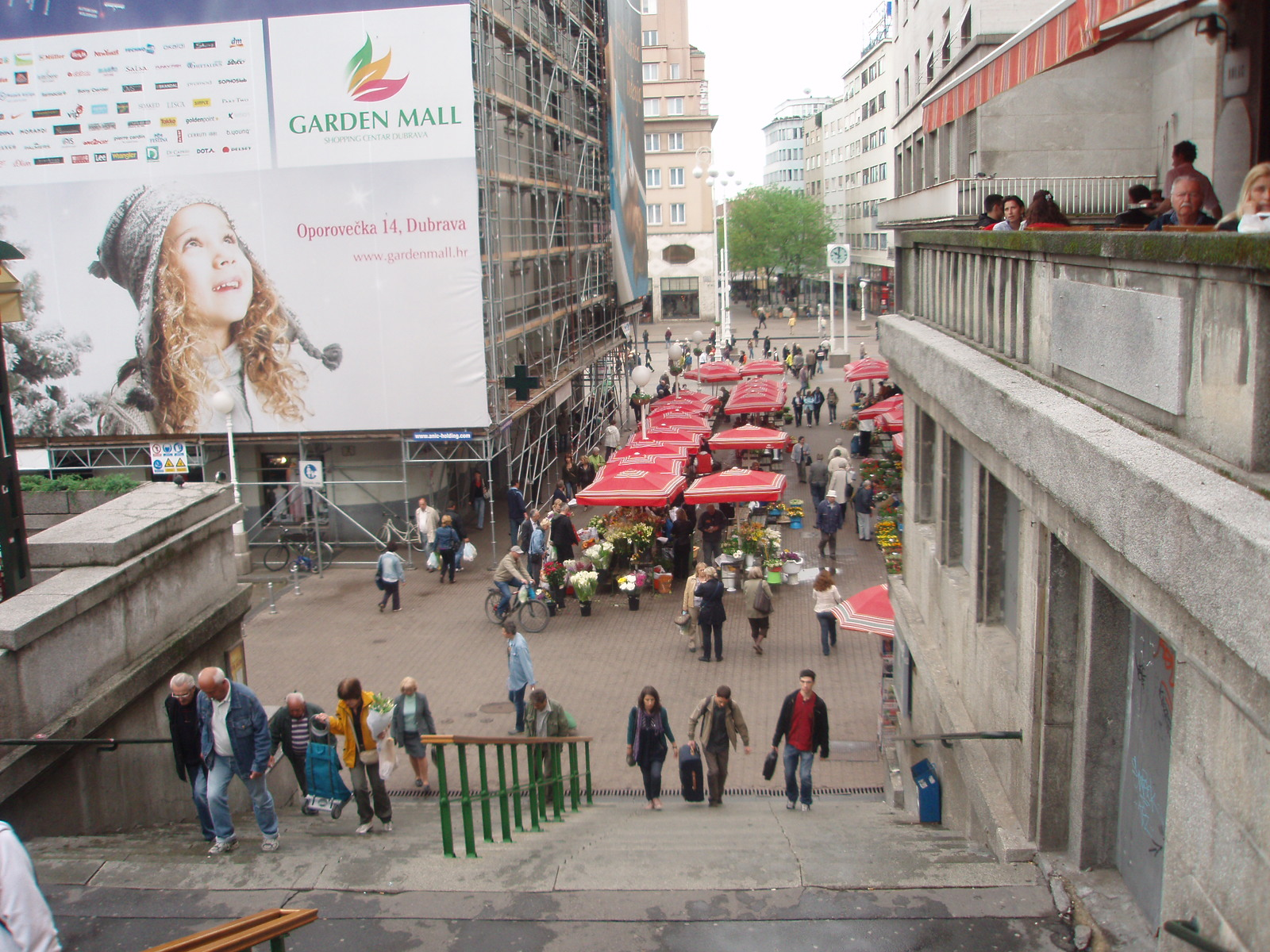
Mercado de flores junto al Dolac.
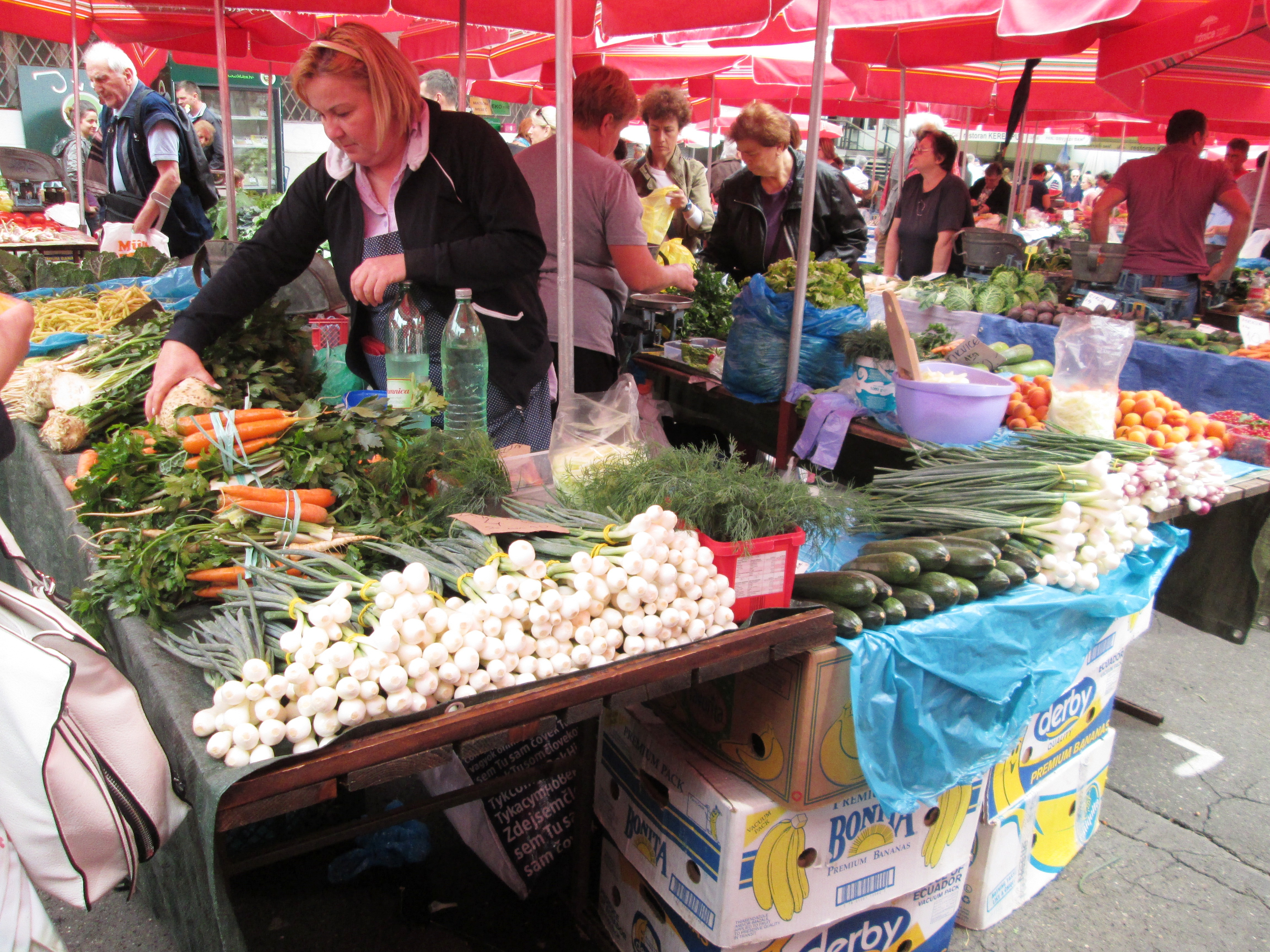
Vendedores en el mercado.